# Patria mia!
Patria mia! è un film muto italiano del 1915 diretto da Giuseppe De Liguoro.